# Isoperla baumanni
Isoperla baumanni är en bäcksländeart som beskrevs av Szczytko och Stewart 1984. Isoperla baumanni ingår i släktet Isoperla och familjen rovbäcksländor. Inga underarter finns listade i Catalogue of Life.